# Сочка Ірина Юріївна
Іри́на Ю́ріївна Со́чка (* 1997) — військовий медик, старший сержант Збройних сил України, учасник російсько-української війни.

## З життєпису
Одягнути військову форму мріяла з дитинства. Закінчила Старобільський медичний коледж. До військової служби викликалася добровольцем.
Станом на жовтень 2019 року проходить реабілітацію в Львівському військовому госпіталі після останньої ротації. Пройшла дві ротації.

## Нагороди та вшанування
- Указом Президента України № 878/2019 від 4 грудня 2019 року за «особисті заслуги у зміцненні обороноздатності Української держави, мужність і самовіддані дії, виявлені у захисті державного суверенітету та територіальної цілісності України, зразкове виконання військового обов'язку» нагороджений орденом «За мужність» III ступеня[1].